# Leptopelis boulengeri
Leptopelis boulengeri là một loài ếch thuộc họ Hyperoliidae.
Loài này có ở Cameroon, Cộng hòa Congo, Cộng hòa Dân chủ Congo, Guinea Xích Đạo, Gabon và Nigeria, có thể có ở Angola và Cộng hòa Trung Phi.
Môi trường sống tự nhiên của chúng là rừng ẩm vùng đất thấp nhiệt đới hoặc cận nhiệt đới và sông ngòi.
Chúng hiện đang bị đe dọa vì mất môi trường sống.